# キング (映画)
『キング』（The King）は2019年のアメリカ合衆国・オーストラリアの歴史映画。監督はデヴィッド・ミショッド、主演はティモシー・シャラメが務めた。本作はウィリアム・シェイクスピアの戯曲『ヘンリー四世 第1部』、『ヘンリー四世 第2部』、『ヘンリー五世』を原作としている。
本作は2019年10月11日にアメリカ合衆国で、25日に日本で劇場公開された後、同年11月1日にNetflixで全世界配信された。

## ストーリー
ハル王子はイングランドの王位継承者であるにも拘わらず、自由気ままな生活を送っていた。そんなある日、父親であるヘンリー4世が急死してしまい、ハルがヘンリー5世として即位することになった。当時のイングランドは国内外に深刻な対立を抱えており、宮廷内の権力闘争も複雑怪奇な状態に陥っていた。若きヘンリー5世はそれらに対処していく中で、立派な王へと成長していくのだった。

## キャスト
※ 括弧内は日本語吹替
- ハル（ヘンリー5世） - ティモシー・シャラメ（立花慎之介）
- フォルスタッフ - ジョエル・エジャートン（廣田行生）
- ドーファン - ロバート・パティンソン（櫻井孝宏）
- ヘンリー4世 - ベン・メンデルソーン（土師孝也）
- ウィリアム（英語版） - ショーン・ハリス（藤原啓治）
- キャサリン - リリー＝ローズ・デップ（近藤唯）
- ヘンリー・パーシー - トム・グリン＝カーニー
- フィリッパ - トーマシン・マッケンジー
- ランカスター伯 - ディーン＝チャールズ・チャップマン
- ケンブリッジ伯 - エドワード・アシュレイ
- カンタベリー大主教（英語版） - アンドリュー・ヘイヴィル（英語版）
- スクロープ卿（英語版） - イヴァン・ケイ（英語版）
- エクスター公 - スティーヴン・エルダー（英語版）
- 鍛冶屋 - ゲルゲイ・スチ
- ギルリッチ - トム・ラクロワ
- スチュワード - ジェレミー・シュヴィヨット

## 製作
2013年6月、ジョエル・エドガートンがデヴィッド・ミショッドと共同でシェークスピアの『ヘンリー四世 第1部』、『ヘンリー四世 第2部』、『ヘンリー五世』の映画化に取り組んでいると明かした。2015年9月3日、ワーナー・ブラザース映画が本作の製作と配給を手掛けることになり、ミショッドが本作の監督に起用されたとの報道があった。
2018年2月8日、ティモシー・シャラメの出演が決まったと報じられた。その際、本作がNetflixによって全世界配信されることになったも報じられた。3月22日、ジョエル・エドガートンが起用されたとの報道があった。5月31日、ロバート・パティンソン、リリー＝ローズ・デップ、ショーン・ハリス、ベン・メンデルソーンがキャスト入りした。6月1日、ディーン＝チャールズ・チャップマンが本作に出演することになったと報じられた。
本作の主要撮影は2018年6月1日に始まり、同年8月24日に終了した。ロケはイングランドの各地やハンガリーのシルヴァーシュヴァラードで行われた。
2019年7月22日、ニコラス・ブリテルが本作で使用される楽曲を手掛けることになったと報じられた。

## 公開・マーケティング
2019年8月27日、本作のティーザー・トレイラーが公開された。9月2日、本作は第76回ヴェネツィア国際映画祭でプレミア上映された。

## 評価
本作は批評家から好意的に評価されている。映画批評集積サイトのRotten Tomatoesには90件のレビューがあり、批評家支持率は71%、平均点は10点満点で6.41点となっている。サイト側による批評家の見解の要約は「印象に残る要素を寄せ集めた割に、心に響くものが少ないように思える。しかし、素晴らしい原作と観客の心を掴む演技のお陰で、『キング』は称賛される価値のある歴史ドラマに仕上がっている。」となっている。また、Metacriticには33件のレビューがあり、加重平均値は62/100となっている。